# 李尋歡
李尋歡，古龍筆下虛構武林人物，其小李飛刀百發百中，從不落空，曾殺死金錢帮帮主上官金虹，在百晓生的兵器谱上排名第三。他的傳人為葉開。首見於作品《多情劍客無情劍》之中。其後雖不再在小說登場，卻仍在其他古龍小說中被別的人物提及，名字可見於《邊城浪子》、《天涯‧明月‧刀》、《飛刀，又見飛刀》等作品。

## 生平
古龍筆下的李尋歡，出身書香世家。李家三父子俱擅長文墨，均在科舉中高中探花，在家鄉以「老李探花」（李尋歡的父親）、「大李探花」（李尋歡的兄長）、「小李探花」（李尋歡）聞名，李家門上亦寫有「一門七進士，父子三探花」的字樣。
李尋歡仕途得志，早年於朝廷為官。後來被胡雲冀上奏彈劾，他性格淡泊名利，終於辭官而去。
之後，李尋歡投身江湖，成為首屈一指的武林人物，以飛刀神技聞名。他與林詩音訂下婚約，原欲結為夫妻；後來他因為知道義兄兼救命恩人龍嘯雲愛上林詩音病至形銷骨立，他無法看着義兄相思至死，刻意縱情酒色，借故疏遠林詩音，促成龍嘯雲與林詩音的婚姻。並在龍嘯雲與林詩音成親之後，退出江湖，與「鐵甲金剛」鐵傳甲隱居關外。
十多年後，李尋歡重返中原，遇上「飛劍客」阿飛，並牽涉「梅花盜」一案，一度被視為「梅花盜」。幾翻轉折，雖然水落石出，卻又捲進林仙兒、龍嘯雲、上官金虹等人的江湖鬥爭之中，最終打敗上官金虹，並與孫小紅結伴，再次退隱江湖。（小說《多情劍客無情劍》）
退隱之後，雖也曾做過「驚天動地的大事」，卻並沒有留名，所以知道的人也就不多了。（小說《邊城浪子》）

## 武功
李尋歡以飛刀聞名，他外號「小李探花」，因此他的武器也被稱為「小李飛刀」。
江湖對小李飛刀的評價是：「小李神刀，冠絕天下，出手一刀，例不虛發！」意思是李尋歡的飛刀既快且準，每發必能命中目標，沒人能躲得過。在《多情劍客無情劍》中段也寫道：小李探花曾發飛刀七十六次，殺五十一人，傷二十五人。他的飛刀極準，從未誤殺一個不該殺的人。
平湖百曉生所著的兵器譜上，小李飛刀名列第三，僅列在天機老人的「天機棒」、和上官金虹的「子母龍鳳環」後面。在《多情劍客無情劍》中，李尋歡曾說：「我這把小刀只不過是大冶的鐵匠花了三個時辰打好的，但百曉生品評天下兵器，小李飛刀卻排名第三。」可見「小李飛刀」厲害之處，不在於刀的本身，而在於用刀的人。平時用飛刀刻木偶（林詩音），以雕刻穩定因酗酒而發抖之雙手。
《邊城浪子》中曾提過要學會如何去愛人，那遠比去學如何殺人更重要。只有真正懂得寬恕的人，才配學他的小李飛刀；也只有真正懂得這道理的人，才能體會到小李飛刀的精髓。阿飛也曾提起，李尋歡的飛刀之所以天下無敵，真正原因不是後天努力和先天聰慧，乃是因為他有一顆偉大的心，才能練成這種偉大的武功。

## 傳人
根據《邊城浪子》所寫，李尋歡晚年收白天羽之子葉開為徒，授以「小李飛刀」絕技。
而根據《飛刀，又見飛刀》所寫，李尋歡之子李曼青、李曼青私生子李壞也是「小李飛刀」的傳人。